# Antonio Subercaseaux
Antonio Subercaseaux Vicuña; (Santiago, 1843-octubre de 1911) fue un comerciante y político conservador chileno. 

## Biografía
Fue hijo de Ramón Subercaseaux y Mercado y Magdalena Vicuña y Aguirre. Se casó con Gertrudis Pérez y Flórez, hija del expresidente José Joaquín Pérez.
Antonio Subercaseaux se dedicó, en un comienzo a los negocios familiares, exportaciones e importaciones de productos desde y hacia Europa. Posteriormente incursionó en los negocios públicos, logrando contratos importantes en el sector minero y en el sector servicios. 
Fue miembro del Partido Conservador, llegando a ser parte del directorio de dicha colectividad.
Fue secretario de la Legación de Chile en Bélgica (1874) y fue elegido como primer Alcalde de Viña del Mar (1879-1885) con la instalación de la primera municipalidad. Fue elegido Diputado por Santiago (1891-1894), integrando la comisión permanente de Gobierno Interior. 
Miembro de la Sociedad Nacional de Agricultura (SNA), administró un tiempo el Hospicio de Viña del Mar y colaboró con El Mercurio y El Diario Ilustrado, con artículos sobre temas económicos y sociales.
Fue Intendente de Tacna entre 1901 y 1904.